# Polyplectropus greenwoodi
Polyplectropus greenwoodi là một loài Trichoptera trong họ Polycentropodidae. Chúng phân bố ở miền Australasia.